# Île Mejdoucharski
L'île Mejdoucharski, en russe о́стров Междуша́рский, est une île de Russie située en Nouvelle-Zemble, dans la mer de Barents.

## Géographie

Carte de localisation de l'île Mejdoucharski dans la Nouvelle-Zemble.